# 風神神社
風神神社（かざかみじんじゃ・かぜかみじんじゃ）は、岐阜県中津川市阿木に鎮座する神社。

## 祭神
- 志那都比古神
- 志那都比売神

## 歴史
祭神は志那都比古神(級長津彦)・志那都比売神(級長津姫命)である。御神体は、大きな岩の上に祀られている。
創建は不明であるが、風神神社由緒によると、平安時代に奈良県の龍田大社より分霊を勧請したとある。
最古の棟札には、元和4年（1618年）6月に再建と記されている。
風神神社について矢頭伝市は次のように記している。
「阿木川をさかのぼること四粁、峡谷に巌窟あり ここより飄風生ず奇勝なり、巌上に一社祠を建つ風神と称す。
又夏風三郎の祭日を行うに至り、二百二十日の暴風を恐る農民群り参詣し 遂に近傍十数里の村民参拝するに至れり。元これ長楽寺の和尚の手に依りしを以て 賽宝亦 長楽寺の所得なり。」
近世に作られた「阿木風神宮祭礼之図」という版木によると、長楽寺が広壮に描かれ、風神は奥の院となっており、祭典も長楽寺が別当寺として行っていたことを裏づけている。
明治元年(1868年)に実施された神仏分離令により長楽寺と分離し、現在の風神神社となった。

## 例大祭
本殿の背後に風穴があり、そこから一年中、風が吹き出ている。毎年8月31日の大祭の時のみ、風穴が開けられて台風の到来を予想する神事が行われる。
例大祭は、8月27日から6日間で、8月30日前夜祭、31日が大祭で、神を鎮め、神の加護により二百十日の災厄を免れ、農作物の豊作を祈願するものである。
天候を司る風神を祀っているとのことで、例祭時には、五穀豊穣や豊作祈願を目的として多くの信者が参拝に訪れる。
古くから女性が近づくと急に天候が荒れると言われ、かつては女人禁制であった。近年までこの禁則は厳重に守られ、特に例祭の時は、見張りを行っていたほどである。
昭和34年（1959年）に発生した伊勢湾台風は、東海地方に甚大な被害をもたらしたが、参拝した信者の被害が小さかったことが評判となり信者が増加した。